# جوزف بلیزر
جوزف بلیزر (انگلیسی: Josef Bläser؛ زادهٔ ۱۱ دسامبر ۱۹۵۲) بازیکن فوتبال اهل آلمان است.
از باشگاه‌هایی که در آن بازی کرده‌است می‌توان به باشگاه فوتبال کلن، باشگاه فوتبال آلمانیا آخن، و باشگاه فوتبال لاسک اشاره کرد.